# 中腸腺

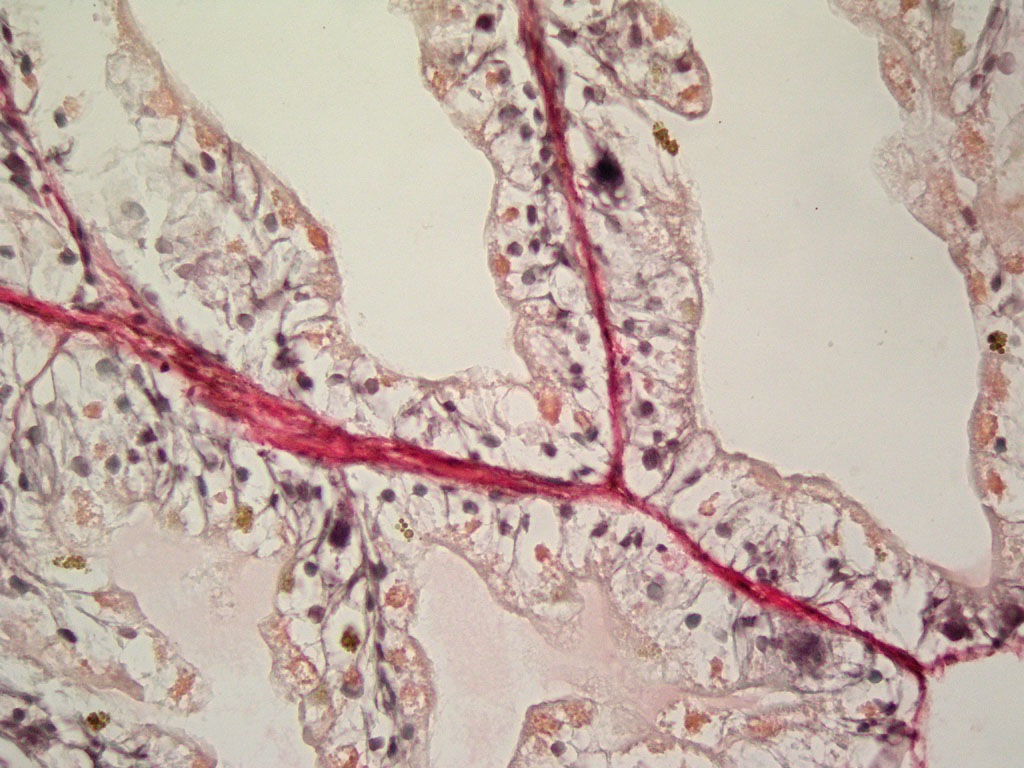
ナメクジの一種Deroceras laeveの中腸腺。

中腸腺(ちゅうちょうせん)は、節足動物や軟体動物の消化管の中腸に開口する、盲嚢状の器官。

## 別名
節足動物のものは、脊椎動物の肝臓に相当する栄養摂取にかかわる多様な生理機能と、膵臓に相当する消化液分泌機能をあわせ持つことから、肝膵臓（かんすいぞう）とも呼ぶ。
軟体動物のものは消化腺の名称で呼ぶことが多くなっている。

## 食用
日常の食生活で認識されるものとしては、カニのいわゆる蟹味噌、イカの塩辛を作るときに用いられるいわゆるワタの部分（ゴロ）などがこれに相当する。
食品としては美味で栄養の豊富な部分でもあるが、二枚貝の場合には渦鞭毛藻などの有毒植物プランクトンを摂食したときに吸収された貝毒などがここに蓄積して食中毒の原因となったり、その中でもホタテガイなどではカドミウムやヒ素といった重金属の濃縮が認められる、あるいはサザエやアワビのような海藻食の巻貝では季節によりポルフィリンなど葉緑素の分解産物が蓄積して光過敏症の原因となるなど、扱いに注意を要する場合がある｡